# Matsusaka
Matsusaka (japanska: 松阪市 ?, Matsusaka-shi) är en stad i Mie prefektur i Japan. Staden fick stadsrättigheter 1933.